# Vanilla moonii
Vanilla moonii là một loài thực vật có hoa trong họ Lan. Loài này được Thwaites miêu tả khoa học đầu tiên năm 1861.